# دیلی اکسپرس (مالزی)
دیلی اکسپرس یک روزنامه انگلیسی زبان در صباح، مالزی و روزنامه خواهر آورسیز چاینیز دیلی نیوز (Overseas Chinese Daily New) است. این روزنامه با میانگین تیراژ ۳۳٬۷۹۰ نسخه  در روز، پرتیراژ ترین روزنامه صباح می‌باشد.